# 브래드 모리스
브래드 모리스(영어: Brad Morris, 1975년 8월 16일~)는 미국의 배우이자 텔레비전 각본가이다. 《플레잉 하우스》에서 주연을 맡았으며, 2013년부터 2015년까지는 《커트니 콕스의 러브 앤 프렌즈》에서 제리 역을 맡았고 에피소드 5편의 각본을 담당했다. 2017년부터 2018년까지는 《그레이트 뉴스》, 2016년부터 2017년까지는 《다이스》에 고정 출연했다.

## 어린 시절
모리스는 시카고 태생으로, 1998년에 스키드모어 칼리지를 졸업했다. TV 업계에서 커리어를 시작하기 전에 수 년간 더 세컨드 시티에서 일하며 매주 여덟 개의 라이브 공연의 대본을 쓰고 직접 무대에 올랐다. 또한 더 세컨드 시티에 있으면서 '레커닝, 스텁스, 앤 엉클스 브라더'(Reckoning, Stubs, and Uncle's Brother)라는 이름의 코미디 극단을 공동 설립했다.

## 필모그래피
| 연도      | 제목                                                      | 비고           |
| --------- | --------------------------------------------------------- | -------------- |
| 2021      | 《언플러깅》                                              |                |
| 2020      | 《A.P. 바이오》                                           | TV 시리즈      |
| 2017~2020 | 《그때 그 시절 패밀리》                                   | TV 시리즈      |
| 2020      | 《할리 퀸》                                               | TV 시리즈      |
| 2020      | 《The Second City Presents: The Last Show Left on Earth》 | TV 미니시리즈  |
| 2019      | 《Search and Destroy》                                    | TV 영화        |
| 2019      | 《밤쉘: 세상을 바꾼 폭탄선언》                            |                |
| 2018~2019 | 《굿 플레이스》                                           | TV 시리즈      |
| 2019      | 《베로니카 마스》                                         | TV 시리즈      |
| 2019      | 《Men of Vision》                                         | 단편           |
| 2019      | 《굿 걸스》                                               | TV 시리즈      |
| 2019      | 《Bootstrapped》                                          | TV 시리즈      |
| 2018      | 《Food: The Source of Life》                              | TV 영화        |
| 2018      | 《라이프 인 피시즈》                                      | TV 시리즈      |
| 2018      | 《배리》                                                  | TV 시리즈      |
| 2017~2018 | 《그레이트 뉴스》                                         | TV 시리즈      |
| 2018      | 《어느 허무명랑한 인생》                                  |                |
| 2017      | 《Giant Conversations》                                   | 단편           |
| 2011~2017 | 《커브 유어 엔수지애즘》                                  | TV 시리즈      |
| 2016~2017 | 《다이스》                                                | TV 시리즈      |
| 2017      | 《위기의 친구들》                                         | TV 시리즈      |
| 2014~2017 | 《플레잉 하우스》                                         | TV 시리즈      |
| 2017      | 《안 핸섬한 형사 핸섬: 넷플릭스 미스터리 무비》           |                |
| 2017      | 《걸스》                                                  | TV 시리즈      |
| 2017      | 《Eddie's Life Coach》                                    | 단편 비디오    |
| 2016      | 《Virtually Mike and Nora》                               | TV 시리즈      |
| 2016      | 《코미디 뱅! 뱅! (TV 시리즈)》                            | TV 시리즈      |
| 2016      | 《바질리언 달러 프로퍼티스》                              | TV 시리즈      |
| 2016      | 《씽》                                                    |                |
| 2016      | 《러시아워》                                              | TV 시리즈      |
| 2016      | 《A Bronx Life》                                          | TV 시리즈      |
| 2016      | 《티처스》                                                | TV 시리즈      |
| 2016      | 《Darby Forever》                                         | 단편 비디오    |
| 2015      | 《WTF America》                                           | TV 시리즈      |
| 2015      | 《부통령이 필요해》                                       | TV 시리즈      |
| 2015      | 《The Shrink》                                            | TV 시리즈      |
| 2013-2015 | 《커트니 콕스의 러브 앤 프렌즈》                          | TV 시리즈      |
| 2015      | 《Salem Rogers》                                          | TV 시리즈      |
| 2014      | 《더티 파티》                                             |                |
| 2014      | 《Real Estate Headshot Photographers》                    | 단편           |
| 2013      | 《딜링 위드 이디엇츠》                                    |                |
| 2013      | 《The Eulogist》                                          | 단편           |
| 2013      | 《못말리는 패밀리》                                       | TV 시리즈      |
| 2013      | 《모던 패밀리》                                           | TV 시리즈      |
| 2012      | 《Mash Up》                                               | TV 시리즈      |
| 2012      | 《세상의 끝까지 21일》                                    |                |
| 2012      | 《Adventures in the Sin Bin》                             |                |
| 2012      | 《리벤지 포 졸리》                                        |                |
| 2012      | 《오피스》                                                | TV 시리즈      |
| 2012      | 《키 앤 필》                                              | TV 시리즈      |
| 2012      | 《New Dad》                                               | 단편           |
| 2011      | 《Family Practice》                                       | TV 영화        |
| 2011      | 《The Blisters: How Four Became Three》                   | 단편           |
| 2011      | 《더 리그》                                               | TV 시리즈      |
| 2011      | 《닉 스워드슨스 프리텐드 타임》                           | TV 시리즈      |
| 2011      | 《The Moleman of Belmont Avenue》                         |                |
| 2011      | 《The Back Room》                                         | TV 시리즈 단편 |
| 2008      | 《Peep Show》                                             | TV 영화        |
| 2008      | 《Special Needs》                                         | 단편 비디오    |
| 2008      | 《Sugar.》                                                | 단편           |